# Рагозин, Роман Сергеевич
Роман Сергеевич Рагозин (род. 4 января 1993) — казахстанский лыжник, мастер спорта Республики Казахстан международного класса.

## Карьера
В январе 2014 года в итальянском Валь-ди-Фьемме на чемпионате Мира среди юниоров и молодежи по лыжным гонкам был 13-м.
Участник Олимпиады-2014 в Сочи. В соревнованиях в спринте показал 33-й результат в квалификации, выбыл из соревнований. При этом на следующий этап проходило 30 лыжников.
Серебряный призер чемпионата мира Эрзурум-2012.